# Brisk Fray
Brisk Fray (engl. „Kühner Streit/Flotter Kampf“) war eine deutsch-dänische FTX-Militärmanöver-Serie auf Divisionsebene in Schleswig-Holstein, welche unter anderem im Herbst 1981, 1983, 1984 und 1987 stattfand (die Übungsserien Bold Guard und Brisk Fray wechselten sich gegenseitig ab) und an dem das NATO-Korps LANDJUT teilnahm. Neben dänischen Streitkräften gab es auch eine Beteiligung der britischen Alliierten und teilweise auch der US-Amerikaner.

## Brisk Fray 83
An der Übung Brisk Fray 83, die vom 31. Oktober bis 3. November 1983 im Gebiet Ostholstein, Eutin, Malente und Neumünster anberaumt war, nahmen 12.000 Soldaten, sowie 2.300 Rad- und 650 Kettenfahrzeuge teil.

### Truppeneinteilung
- Territorialkommando Schleswig-Holstein
- 6. Panzergrenadierdivision
- 1. Panzergrenadierbataillon des Prinsens Livregiment (Teil der Jütland-Division), Viborg, DK
- DK-Aufklärungskompanie des jütländischen Dragoneregiment, Holstebro, DK
- UK-Aufklärungskompanie der 16th/5th The Queen’s Royal Lancers (Tidworth, UK)
- Luftwaffeneinheiten aus der BRD, USA und DK[3]

### Ablauf
Die Manöverleitung in der Manöverzentrale in der Lettow-Vorbeck-Kaserne/Bad Segeberg hatte der Kommandeur der 6. PzGrenDiv Generalmajor Dieter Clauß. Die Ballungsräume befanden sich entlang der B-76, Lübeck, Kiel, B-432, Bad Segeberg, Pönitz, Neumünster, Bordesholm, Preetz, Eutin, B-4, Bad Bramstedt, B-404, Kirchbarkau, B430 und Lütjenburg. Größere Gefechtshandlungen  konzentrierten sich am 31. Oktober im Raum Neumünster, vom 1. bis 2. November im Raum Ahrensbök und am 3. November erneut im Raum Neumünster. Insgesamt lagen die Manöverschäden bei rund 3 Millionen DM. Ein Oberfeldwebel des PzAufklBtl. 6 Eutin zog sich schwere Kopf- und Handverletzungen zu, nachdem Übungsmunition seines Spähpanzers Luchs explodiert war.

## Brisk Fray 87
An der Übung Brisk Fray 87, die vom 30. Oktober bis 6. November 1987 dauerte, waren im Raum Husum-Putlos-Bad Segeberg, 13.000 Soldaten, sowie 5.000 Rad- und Kettenfahrzeuge, darunter 600 Kampfpanzer, beteiligt. Zentrale Rolle spielte die 6. Panzergrenadierdivision Neumünster. Um größeren Manöverschäden  vorzubeugen, wurde versucht, einen Großteil der Kampfhandlungen auf Truppenübungsplätzen ablaufen zu lassen.

### Auftrag
Auftrag der 6. PzGrenDiv (mit Mob-Reservisten auf Mannstärke 28.000 aufgefüllt) unter dem Befehl von Kommandeur Klaus-Christoph Steinkopff und der DK-Jütland Division war es, eine amphibische Landung des Warschauer Paktes an der Schleswig-Holsteiner Ostseeküste zu begegnen und zu verhindern, dass feindliche Kräfte bis zur Nordsee durchstoßen und somit die maritimen Nachschubswege der NATO nach Westdeutschland abschneiden könnten.
Hierzu kämpften die angreifenden Kräfte ORANGE gegen die Verteidiger BLAU.  Ein weiterer Aspekt war die Annahme, dass der Warschauer Pakt die Elbquerungen bei Lauenburg/Elbe, Geesthacht und Hamburg möglicherweise mit einem Atomschlag zerstören könnte. Diese Überlegungen fanden bei der Auftragslage von Brisk Fray Berücksichtigung. Die erste und einleitende Phase der Übung bildete eine Stabsrahmenübung (auf der Ebene der Divisions- und Brigadegefechtsstände der beteiligten Verbände) ohne Truppe. Von Steinkopff stammte auch das mehrgeteilte Konzept der Plan-, Rahmen- und Gefechtsübung „Scharfer Schuss“. Ziel dieser Übung waren häufig auch allgemeine Erkenntnisse, beispielsweise für den Bataillonskommandeur, um Erfahrungswerte zu sammeln, wie lange es dauert, bis sich sein Verband „vollständig eingegraben“  hat.

## Medien
- Die großen Übungen der Bundeswehr 2. DVD. Breucom-Medien, 2011, ISBN 978-3-940433-33-6.